# Propust

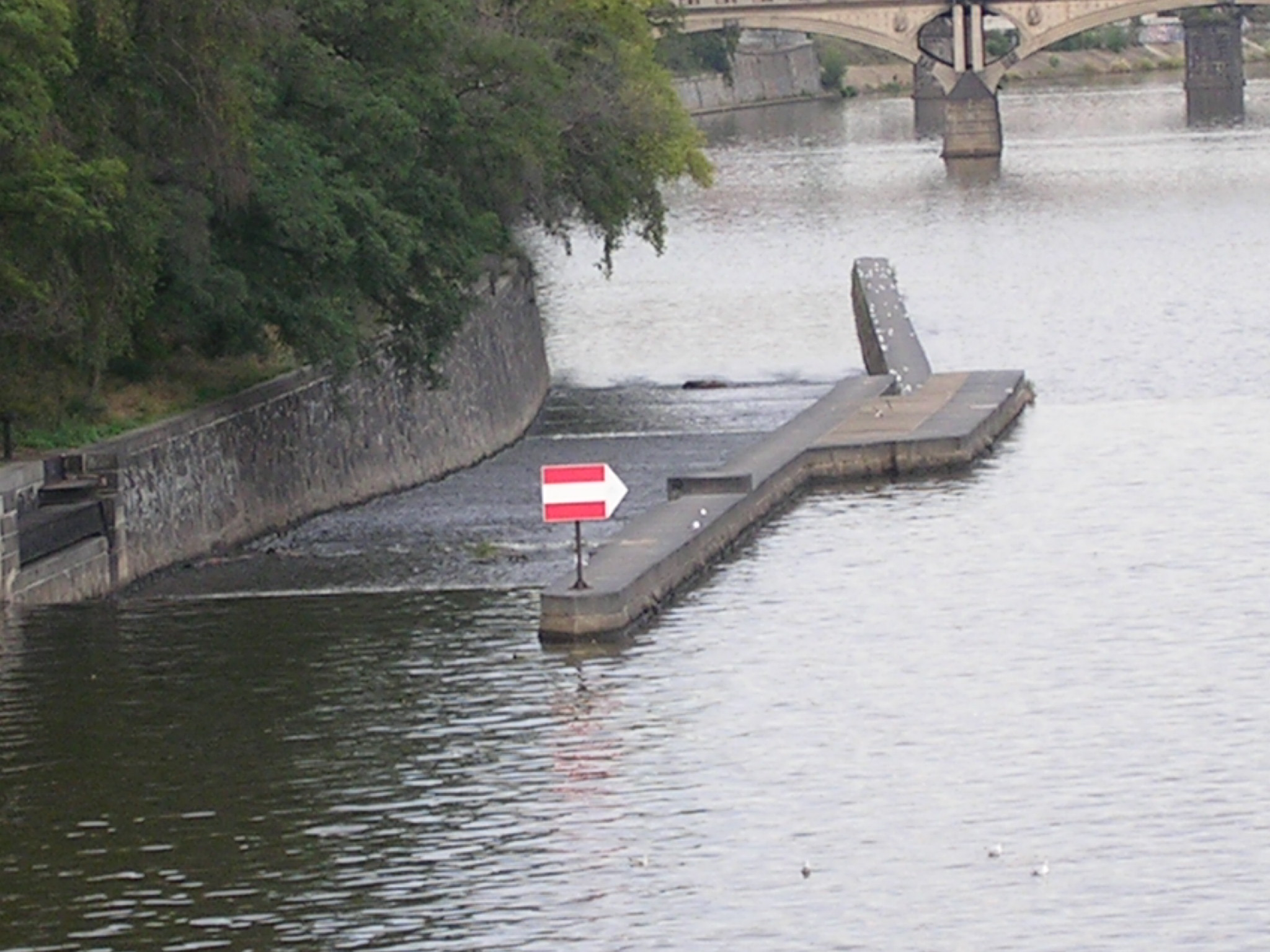
Vorová propust jezu u ostrova Štvanice na Vltavě v Praze.

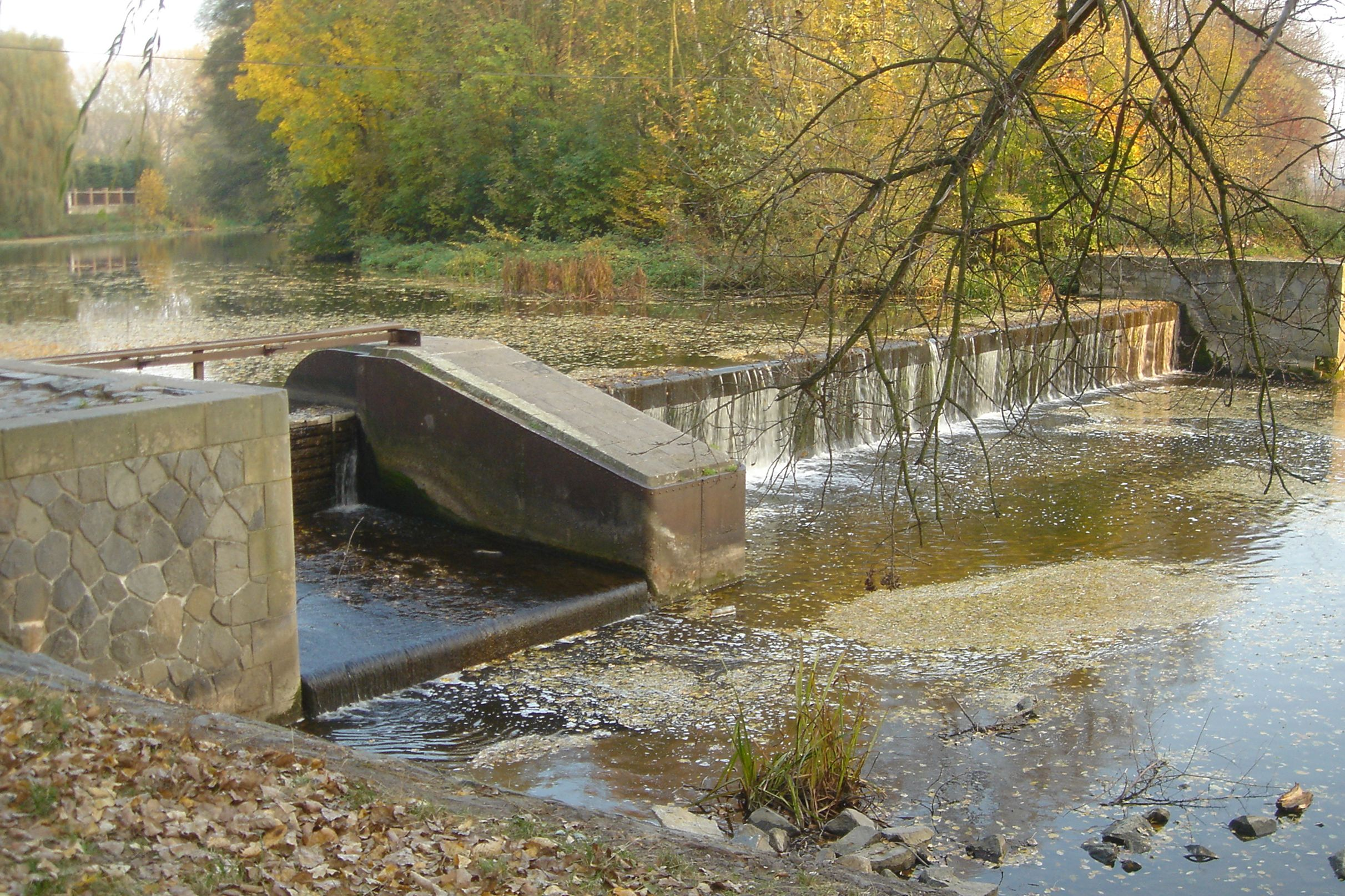
Přehrazená propust v Libici nad Cidlinou.

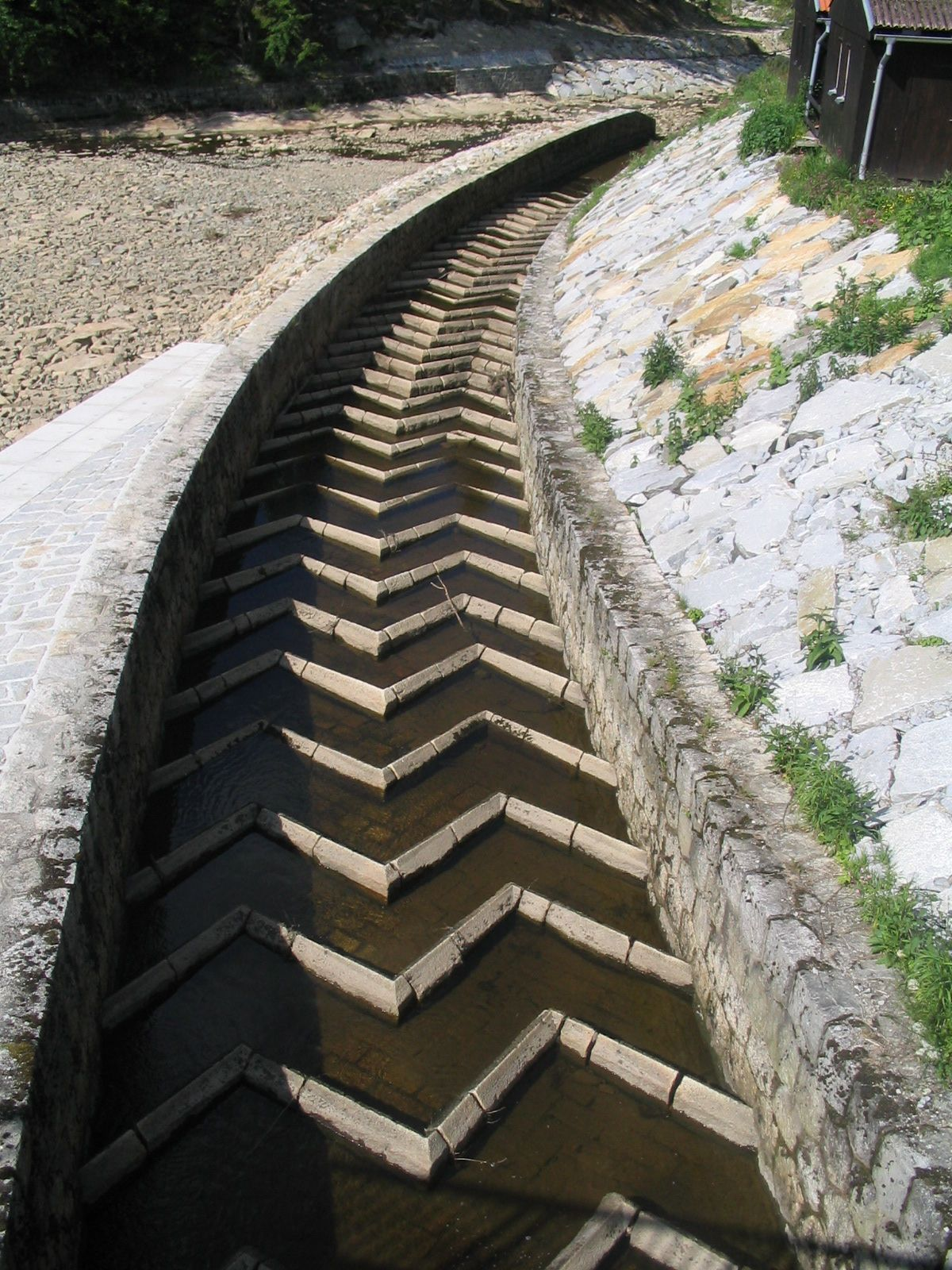
Vorová propust vodní nádrže Soběnov.

Propust (nespisovně též propusť) je část jezu nebo hráze (žlab nebo koryto) umožňující volné protékání vody. Její přelivná hrana je umístěna níž než přelivná hrana zbylé části jezu a zpravidla má propust výrazně menší spád než samotný jez. Slouží buď k dopravním účelům (vorová propust, plavební propust, sportovní propust, slangově šlajsna z německého Schleuse) nebo k regulaci vodní hladiny, jako rybí přechod atd. Hlavním původním účelem, proč byly jezy s propustmi stavěny, bylo umožnění voroplavby. V současné době jsou některé z propustí na vodácky atraktivních řekách využívány ke sportovní plavbě na malých plavidlech, zejména kánoích a raftech. Mnohé z původních propustí jsou trvale přehrazené a svůj účel neplní. Mnohé propusti byly i v minulosti otevírány jen na dobu průjezdu vorů.
Již ve středověku bylo nutno řešit střet zájmů plavců (vorařů) s mlynáři a jinými využivateli vodní energie o výšku vzdutí na jezech a šířku propustí. Karel IV. privilegiem z roku 1340 ustavil osm místopřísežných mlynářů s pravomocí rozhodovat vodoprávní spory. Dne 3. srpna 1366 stanovil císař Karel IV., v rámci mnoha dalších opatření k podpoře vodní dopravy, pro jezy na Vltavě, Berounce, Lužnici a Otavě šířku propustí na 20 loktů (asi 12 m). Podobná opatření vyhlásil i pro Odru v Braniborsku. Podle Ottovy encyklopedie měla mít voda u vtoku propusti výšku 0,9 až 1,2 m a u výtoku výška neměla klesat pod 45 cm, šířka bývala 10–12 m. V dolní části bývala propusť vybavená klapačkami, tj. dvěma vorovými prameny zmírňujícími rychlost vody. Tzv. Bazikova vorová propust (retardérová propust) nahradila klapačky soustavou lomených kamenných nebo betonových prahů (zdrhel) vyčnívajících asi 30 cm ze dna propusti.
V širším významu se mezi propusti počítají též uzavíratelné plavební komory ve zdymadlech.